# محرك رولز رويس إيغل
محرك رولز-رويس إيغل (بالإنجليزية: Rolls-Royce Eagle)، هو أول محرك طائرة يتم تطويره بواسطة شركة رولز-رويس المحدودة. تم تقديمه في عام 1915 لتلبية المتطلبات العسكرية البريطانية خلال الحرب العالمية الأولى، واُستخدم لتشغيل قاذفات هاندلي بيج نوع O وعدد من الطائرات العسكرية الأخرى.
كان محرك "إيغل" أول محرك يُستخدم في عبور المحيط الأطلسي جوًا دون توقف، حيث قامت طائرة القاذفة المعدلة فيكرز فيمي  والمزودة بمحركي "إيغل"، بالرحلة التاريخية التي قام بها ألكوك وبراون في يونيو 1919.

## نسخ المحرك
| النسخة    | الاسم الكامل              | السنوات   | القدرة الحصانية | التعديلات والمواصفات الخاصة                             | عدد الوحدات المنتجة | موقع الإنتاج |
| --------- | ------------------------- | --------- | --------------- | ------------------------------------------------------- | ------------------- | ------------ |
| إيغل I    | Rolls-Royce 250 hp Mk I   | 1915      | 225 hp          | نسخ بجهة جر يمين ويسار                                  | 104                 | —            |
| إيغل II   | Rolls-Royce 250 hp Mk II  | 1916      | 250 hp          | —                                                       | 36                  | ديربي        |
| إيغل III  | Rolls-Royce 250 hp Mk III | 1917–1927 | 250 hp          | نسبة انضغاط 4.9:1، مكابس مُعزّزة                          | 110                 | ديربي        |
| إيغل IV   | Rolls-Royce 250 hp Mk IV  | 1916–1917 | 270–286 hp      | —                                                       | 36                  | ديربي        |
| إيغل V    | Rolls-Royce 275 hp Mk I   | 1916–1917 | 275 hp          | عمود كامات عالي الرفع (High-lift camshaft)              | 100                 | ديربي        |
| إيغل VI   | Rolls-Royce 275 hp Mk II  | 1917      | 275 hp          | أول استخدام لشمعتي إشعال لكل أسطوانة (Twin spark plugs) | 300                 | ديربي        |
| إيغل VII  | Rolls-Royce 275 hp Mk III | 1917–1918 | 275 hp          | —                                                       | 200                 | ديربي        |
| إيغل VIII | Rolls-Royce إيغل VIII     | 1917–1922 | 300 hp          | تعديلات كبيرة                                           | 3,302               | ديربي        |
| إيغل IX   | Rolls-Royce إيغل IX       | 1922–1928 | 360 hp          | مخصص للاستخدام المدني                                   | 373                 | ديربي        |

## المواصفات

### الخصائص العامة
- النوع: محرك طائرات مكبسي، مكون من 12 أسطوانة، على شكل "V" بزاوية 60°، ومبرد بالسائل
- قطر الأسطوانة (Bore): 4.5 إنش (114.3 ملم)
- الشوط (Stroke): 6.5 إنش (165.1 ملم)
- السعة الإزاحية (Displacement): 1,239 بوصة مكعبة (20.32 لتر)
- الطول: 72.6 إنش (1,844 ملم)
- العرض: 42.6 إنش (1,082 ملم)
- الارتفاع: 46.4 إنش (1,178 ملم)
- الوزن الجاف: 900 رطل (408 كغم)

### المكونات
- نظام الصمامات: أعمدة كامات علوية (Overhead camshafts)
- نظام الوقود: مكربنان مزدوجان من نوع Claudel-Hobson
- نظام التبريد: مبرد بالسائل

### الأداء
- القدرة الناتجة: 360 حصانًا (268 كيلوواط) عند 1,800 دورة في الدقيقة
- القدرة النوعية (لكل بوصة³): 0.32 حصان/بوصة³ (13.4 كيلوواط/لتر)
- نسبة الانضغاط: 5.22:1
- استهلاك الوقود: 24 جالونًا في الساعة (90 لترًا في الساعة)
- نسبة القدرة إلى الوزن: 0.40 حصان/رطل (0.66 كيلوواط/كغم)